# Menchiquejo
Menchiquejo  es un centro poblado perteneciente al Corregimiento 11 del municipio de El Banco en el departamento del Magdalena. Está a 1 hora de la cabecera municipal. 

## Vías
En el corregimiento cuenta con una vía que conecta con varios centros poblados y veredas de Chimichagua, Guamal y también del municipio como Aguaestrada y San José. Es posible acceder a una vía importante que es la Ruta Nacional 43, conecta a El Banco con Chimichagua en el departamento del Cesar.